# Poiana Sibiului
Poiana Sibiului es una comuna ubicada en el distrito de Sibiu, Rumania.

## Superficie
Posee una superficie de 23,47 kilómetros cuadrados.

## Demografía
Hasta 2021 la población era de 2346 habitantes, con una densidad de población de 99,96 habitantes por kilómetro cuadrado.